# Alain Clark
Alain Clark (* 4. Juni 1979 in Haarlem) ist ein niederländischer Sänger und Musikproduzent. Seinen musikalischen Durchbruch erreichte Clark 2007 mit seinem ersten englischsprachigen Album Live It Out, das mehr als ein Jahr in den niederländischen Hitparaden platziert war.

## Biografie
Alain Clark wurde in Haarlem geboren und wuchs im Badeort Zandvoort auf. Durch seinen Vater Dane Clark, der Sänger der Soulband Dane and the Dukes of Soul war, kam Alain Clark früh in Kontakt mit dem Musikgeschäft.
Anfang der 2000er-Jahre versuchte Clark, in Los Angeles eine Karriere als Sänger und Songwriter zu starten, kehrte aber nach drei Jahren ohne einen Plattenvertrag in die Niederlande zurück. In Amsterdam produzierte Clark sein im Frühjahr 2004 veröffentlichtes Debütalbum Alain Clark; die Single Heerlijk brachte ihm eine erste Chartplatzierung ein.
Im selben Jahr war Clark auch für andere Künstler als Produzent aktiv, so wirkte er beim Debütalbum von Boris Titulaer, dem Sieger der Castingshow Idols mit. Als eines der besten neuen Talente wurde Alain Clark 2004 mit dem Musikpreis Zilveren Harp ausgezeichnet. 2005 wirkte Clark bei dem Benefizprojekt Artiesten voor Azië mit.
Anfang des Jahres 2007 nahm Clark in Los Angeles sein zweites Album Live It Out auf, bei dem der Schlagzeuger Steve Gadd mitwirkte. Das im Stil des Motown-Souls gehaltene Album erreichte Platz 2 in den niederländischen Hitparaden und blieb eineinhalb Jahre lang platziert. Das auf dem Independent-Label 8ball Records veröffentlichte Album erreichte Doppel-Platin-Status und wurde zum meistverkauften Album der vergangenen Jahre in den Niederlanden. Mehrere Single-Auskopplungen erreichten eine Platzierung in den Top Ten der niederländischen Charts.
Der große Erfolg von Live It Out in seinem Heimatland sicherte Clark im Jahr 2008 einen internationalen Plattenvertrag mit Warner Music. Die Single Father & Friend, ein Duett von Alain Clark mit seinem Vater, wurde im Frühjahr 2009 europaweit veröffentlicht und in die Rotation mehrerer Radio- und Musiksender aufgenommen.

## Diskografie

### Alben
- 2004: Alain Clark
- 2007: Live It Out
- 2010: Colorblind
- 2011: Live (mit dem Metropole Orkest)
- 2012: Generation Love Revival
- 2014: Walk with Me
- 2017: Bad Therapy

### Singles
- 2004: Heerlijk
- 2004: Vrij
- 2004: This Is It (feat. Jim Bakkum)
- 2004: Ringtone
- 2007: This Ain’t Gonna Work
- 2008: Father & Friend
- 2008: Blow Me Away
- 2008: Fell in Love
- 2009: Hold On
- 2010: Love Is Everywhere
- 2010: For Freedom
- 2010: Good Days
- 2010: Too Soon to End (feat. Diana Birch)
- 2010: Dancing in the Street (feat. Ben Saunders)
- 2011: Foxy Lady
- 2011: Wherever I Go (feat. Jacqueline Govaert)
- 2012: Let Some Air In
- 2013: Back in My World
- 2013: Lose Ourselves

## Auszeichnungen
- 2004:
  - Zilveren Harp als bester Newcomer
- 2007:
  - 3FM Mega Award
- 2009:
  - Edison Award als bester männlicher Künstler